# ローズマリー・フランクランド
ローズマリー・フランクランド（Rosemarie Frankland、1943年2月1日 - 2000年12月2日）は、ウェールズ出身のモデル・女優。ミス・ユニバース1961で準優勝、ミス・ワールド1961で優勝。

## 経歴
1943年2月1日、ウェールズのレクサム・Rhosllanerchrugogに生まれる。幼少期にイングランドのランカシャーに移る。
1961年、Miss Wales 1961で優勝。ウェールズ代表としてミス・ユニバース1961に出場。準優勝。Miss United Kingdom 1961で優勝。英国代表としてミス・ワールド1961に出場。優勝。ボブ・ホープによって戴冠される。ボブは、「これまでに見た女の子の中で最も美しい」とコメントした。ミスとしての任期の間、アラスカでのボブのUSOツアーに出演。ボブとは長年にわたって関係を持ったとされ、後に彼の個人秘書になっている。
ミスとしての任期が終わると女優のキャリアを開始。ただし短命に終わる。
1963年、写真家のBen Jonesと結婚、1966年、離婚。1970年、ミュージシャンのウォーレン・エントナー（Warren Entner）と結婚し、ロサンゼルスに移る。1976年10月7日、娘のJessica Entnerを出産。ジェシカは後に女優になる。1981年、離婚。
2000年12月、カリフォルニア州ロサンゼルス郡マリナ・デル・レイで薬物の過剰摂取により死去。うつ病だったと伝えられる。遺灰はウェールズに戻り、2001年2月9日にRhosllannerchrugog Cemeteryに埋葬された。

### フィルモグラフィ
- 1964:The Beauty Jungle as Miss Australia (uncredited)
- 1964:A Hard Day's Night (ビートルズがやって来る ヤァ! ヤァ! ヤァ!) as Brunette Showgirl (uncredited)
- 1964:We Shall See as Waitress
- 1965:I'll Take Sweden as Marti

### その他
ミス・ユニバースとミス・ワールドの二冠に最も近かった4人の人物の一人。
他は
- ジーナ・スウェインソン：ミス・ユニバース1979準優勝、ミス・ワールド1979優勝
- ヘレン・モーガン：ミス・ユニバース1974準優勝、ミス・ワールド1974優勝

ローズマリーを含む以上3人は、ミス・ユニバースで優勝していればミス・ワールド出場はなかったとされる（ミス・ユニバースとしての活動があるから）。
- Andrea Meza：ミス・ワールド2017準優勝、ミス・ユニバース2020優勝